# 日光湯元温泉
日光湯元温泉（にっこうゆもとおんせん）は、栃木県日光市奥日光の湯ノ湖畔、金精峠の麓にある温泉。

## 歴史

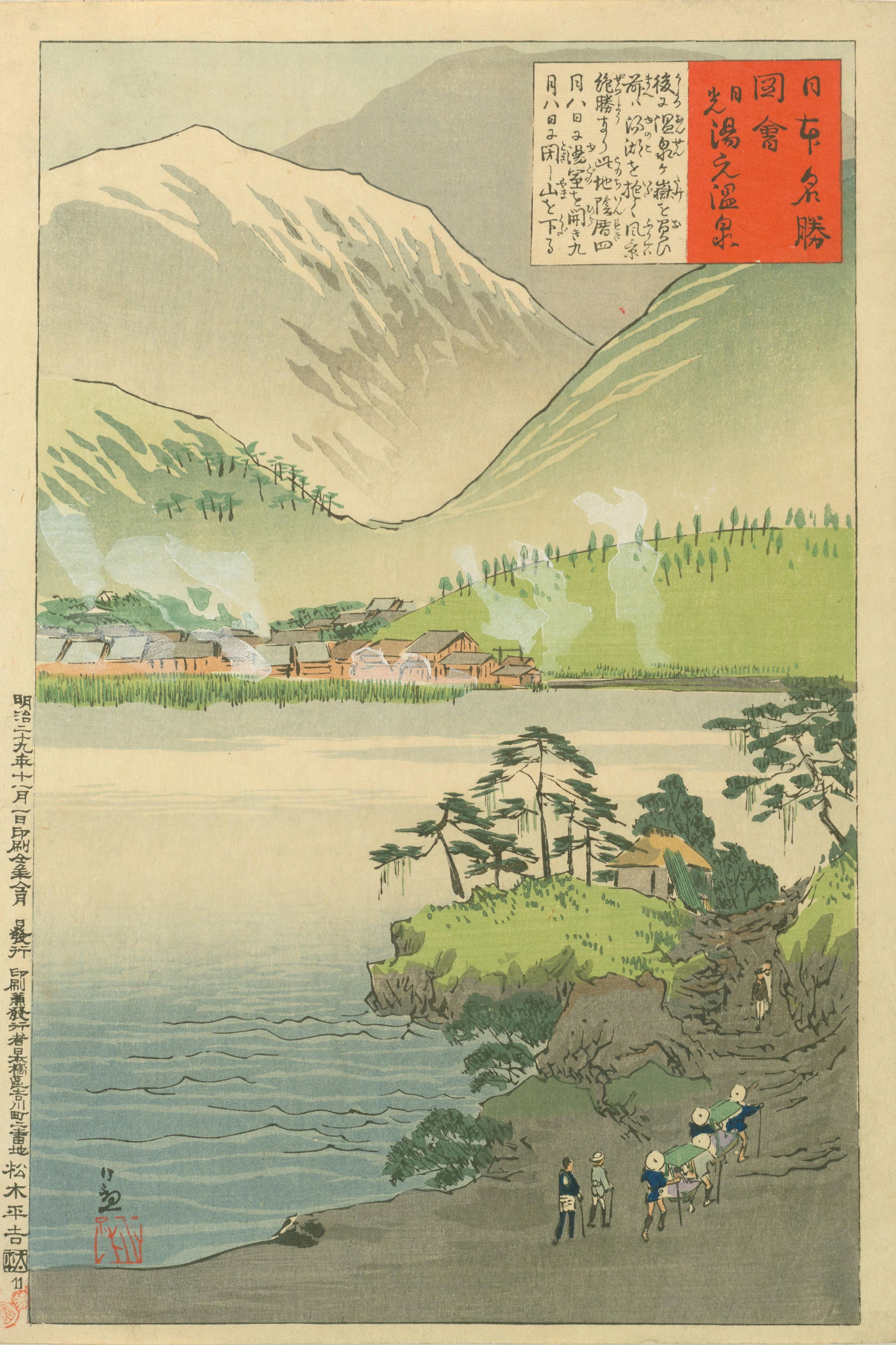
小林清親『日光湯元温泉』（1896年・明治29年）

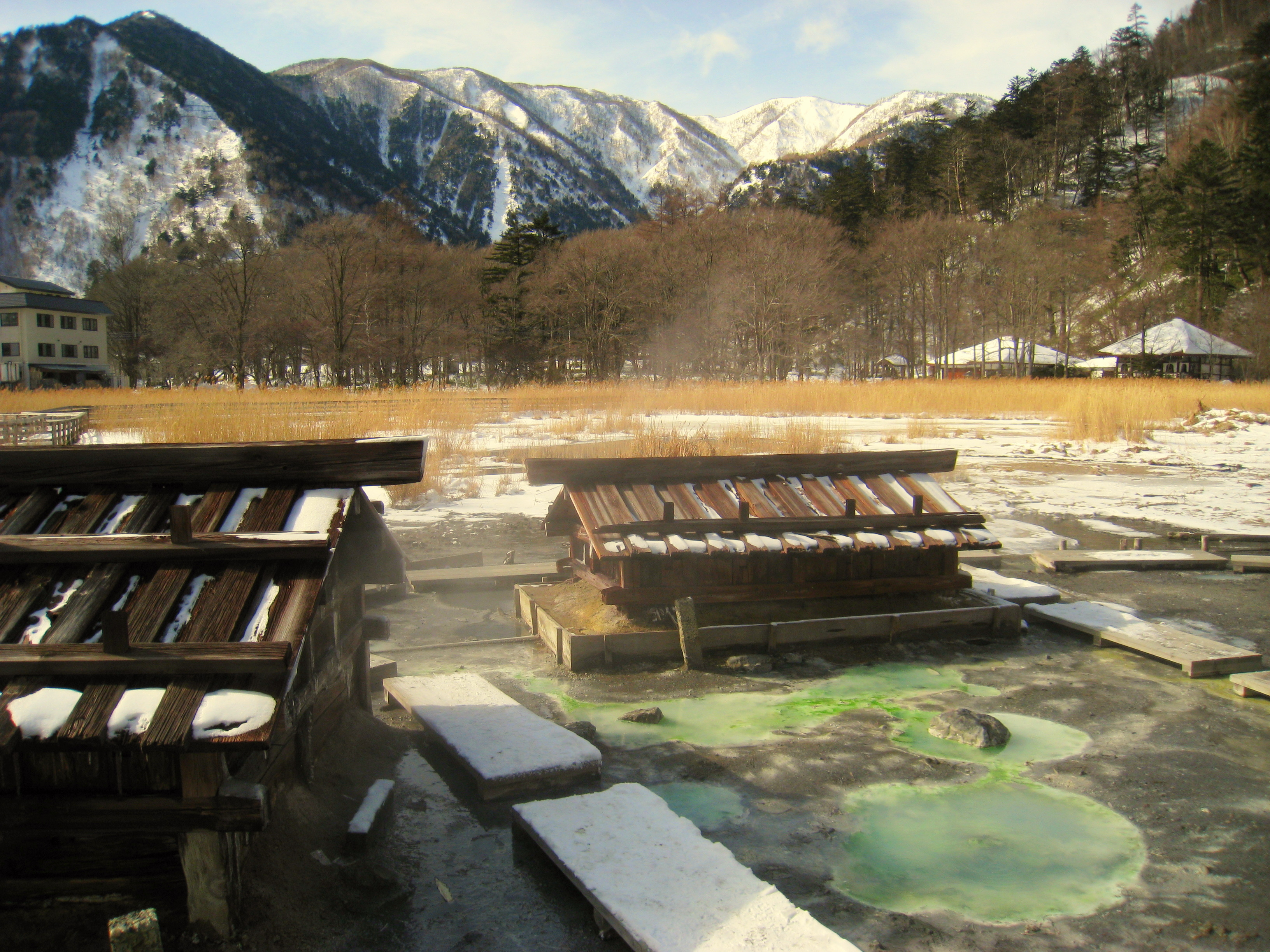
湯ノ平湿原にある源泉

788年（延暦7年）、四本龍寺（紫雲立寺）を建立した勝道によって発見されたのが発端という。冬の寒さが厳しいため、昭和の初期までは主に夏だけの湯治場だった。
江戸時代文政年間に成立した「日光山志」（植田孟縉著）では日光湯元温泉を中禅寺温泉八湯（ちゅうぜんじおんせん はちゆ）と記しており、明治期に編纂され刊行された「古事類苑」ではこの書を引用し日光温泉（にっこうおんせん）としている。
「日光山志」によると、中禅寺温泉湯元は中禅寺別所の西北、赤沼原（現在の赤沼）を経て三里、日光神橋より六里のところ、湯ノ湖の近くにあった。春に入っても風雪が激しく3月中は寒さが残り9月には前山が初雪となるため、毎年旧暦4月8日から同9月8日まで湯室を開いていたが、それでも白根山に残雪が残る期間は入浴する者も少なく、湯治シーズンは毎年5月末より6月頃からとなっていた。日光町方により管理され、必要な物資食料は日光町方が背に担いで運搬していた。三町から四町ほどの広さの平坦地・湯平（現在の湯元）には9軒の大きな湯屋があり、いずれも泉源のある東寄りの山際に並んで建てられており、ここから上州沼田に抜ける間道があった。
1. 河原湯 ： 湯は非常に熱く、湖水の水位が高い時ほど熱く、低い時ほど温かい。
2. 薬師湯 ： 眼病によい。
3. 姥湯 ： 黒く苦味がある。
4. 瀧湯 ： 非常に冷たい。
5. 中湯 ： 熱い。
6. 笹湯 ： 寒暑の湿疹（湿）をはらう。
7. 御所湯 ： 第一金瘡に効く。
8. 荒湯 ： 熱湯である。
9. 自在湯 ： 混じり気が無い。洪水の時など遣い水が不自由である時など、この湯でご飯を炊いても匂いがしない。

また1878年（明治11年）6月、イザベラ・バードは日光滞在中に当地を訪れて八島屋に宿泊し、自身の本国への手紙に湯元温泉の活況ぶりを記した。
それによると、湯元温泉は当時リウマチや頑固な皮膚病に効能のある温泉として有名で、大勢の湯治客によりごった返していた。また宿屋は内外ともに清潔で畳は白く襖は軽く香気を放っており、宿泊客はお茶やお茶請けの菓子、凍った雪でもてなされていたという。
それ以外にバードは、湯元には密集した村落があったこと、村落の住宅は赤い柏槙材のきれいな住まいであったこと、住人は毎年10月10日に冬に備え住宅をむしろで包み翌年5月10日まで週交代の1人の当番を残して低地で暮らしていたこと、湯元の入口には露天風呂があったこと、村の浴場は4箇所あったこと、村の背後には四角い浴槽の大きな温泉があり湯温は華氏130度（摂氏54.4度）であったこと、冬は3メートルの積雪があったことなどを書き残している。
1954年（昭和29年）、湯元温泉は酸ヶ湯温泉および四万温泉とともに国民保養温泉地の第一号指定を受けた。

## 泉質
- 硫黄泉[7] 源泉温度：49.3度～78.9度　ｐＨ＝6.33～6.6（弱酸性の硫化水素型硫黄泉） ちなみに中性はｐＨ＝7.0

## 温泉街

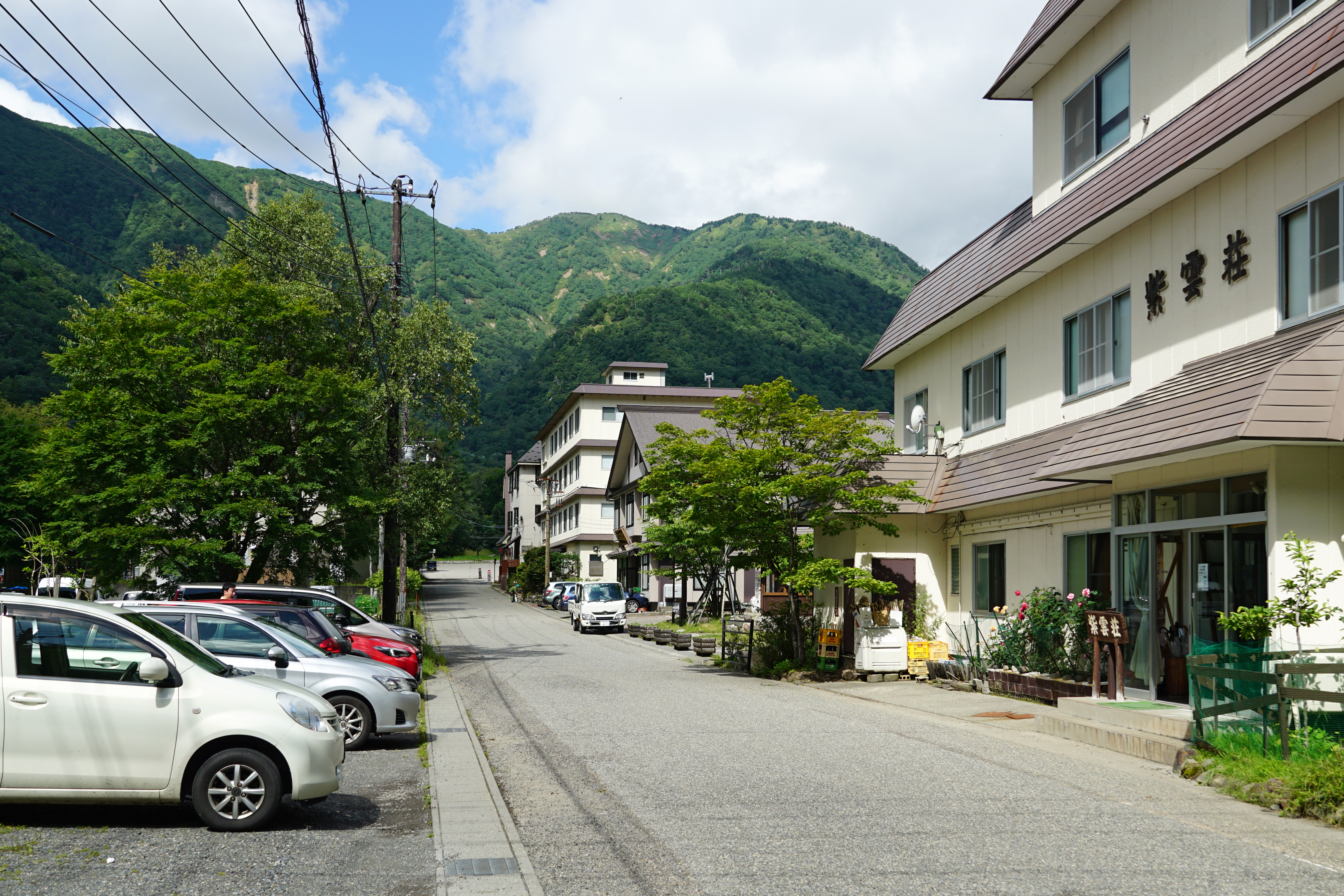
温泉街

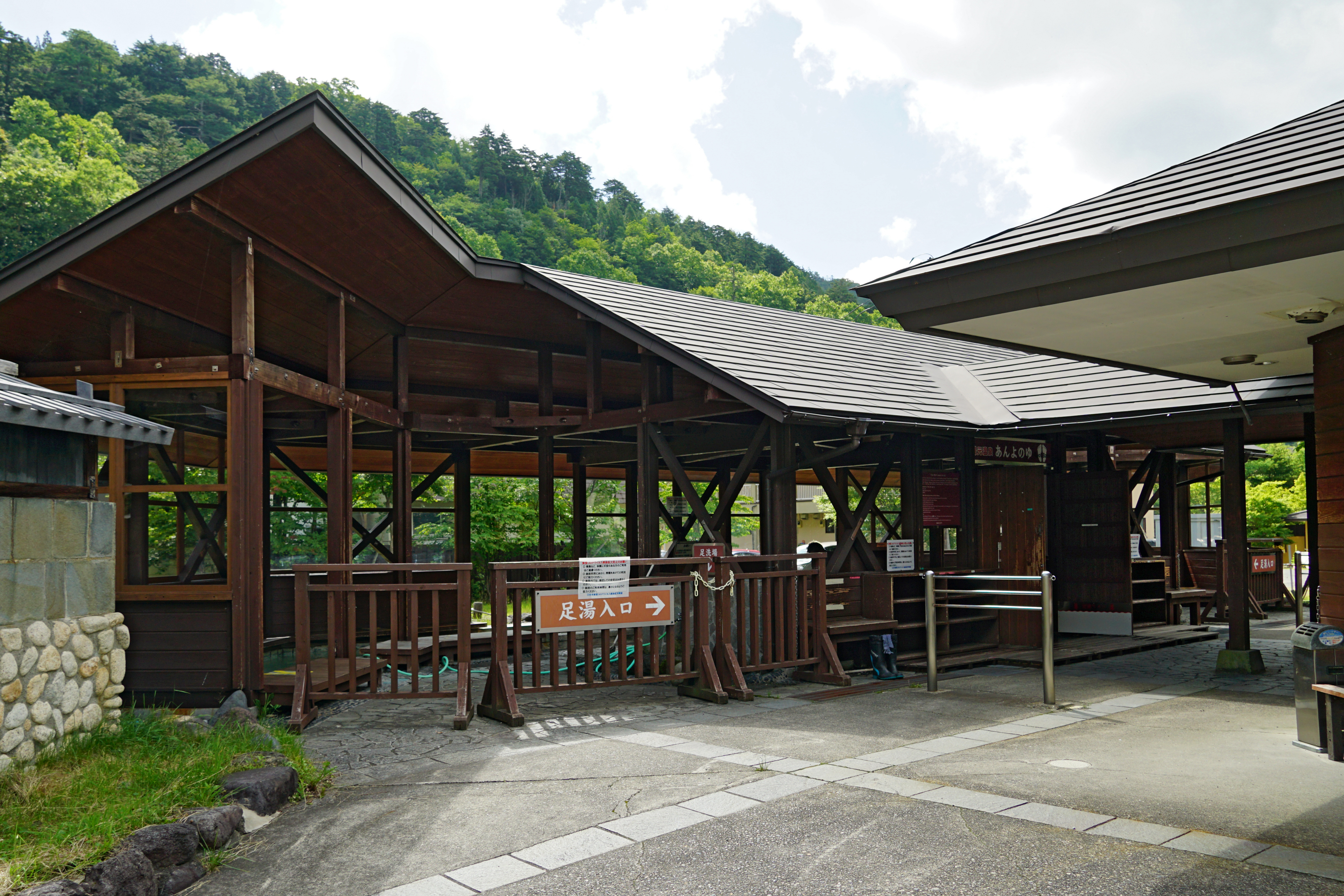
あんよのゆ（足湯）

湯ノ湖畔に約23軒のホテル・旅館があり、同じ日光市内にある鬼怒川温泉のような歓楽色は全くない。湯には湯の花が浮かび、温泉街には温泉地ならではの硫黄臭が漂う。温泉街の中央には足湯施設「あんよのゆ」があり、無料で利用できる。ところどころに廃業した旅館が残っている。
源泉地は温泉街のはずれの湯ノ平湿原にある。各源泉は屋根によって保護されている。ここの源泉は日光湯元の各旅館への配湯だけでなく、近くの光徳温泉や遠く離れた中禅寺温泉まで分湯されている。
源泉地の隣には日光山輪王寺別院の温泉寺がある。これは8世紀に勝道が当温泉を発見した際に建立し、その後途絶えていたもので、現存する構造物は1973年（昭和48年）に輪王寺によって建てられたものである。お寺にも温泉が引かれており、参拝客は男女別の共同浴場として利用できる。

## 交通
- 東武日光線東武日光駅または日光線日光駅より中禅寺温泉・赤沼・光徳温泉経由湯元温泉行きバス（東武バス日光）で約80 - 85分。
- 上越新幹線上毛高原駅または上越線沼田駅より鎌田営業所方面行きバス（関越交通）で「鎌田」乗り換え、「日光・尾瀬かたしなエクスプレス号」（季節運行・運行日注意）、「湯元温泉線」（夏季限定運行）で約60分。